# Etsi minime
Etsi minime è una enciclica di papa Benedetto XIV, datata 7 febbraio 1742, nella quale il Pontefice, dopo aver riaffermato la fondamentale necessità di preparare i fedeli alla conoscenza della dottrina cristiana, impartisce alcune dettagliate istruzioni pratiche per insegnarla con profitto; in questo contesto, il Papa accenna alle indicazioni contenute nella lettera pastorale Nostri moniti pastorali, edita quando era Arcivescovo di Bologna.

## Fonte
- Tutte le encicliche e i principali documenti pontifici emanati dal 1740. 250 anni di storia visti dalla Santa Sede, a cura di Ugo Bellocci. Vol. I: Benedetto XIV (1740-1758), Libreria Editrice Vaticana, Città del Vaticano 1993